# Taliban

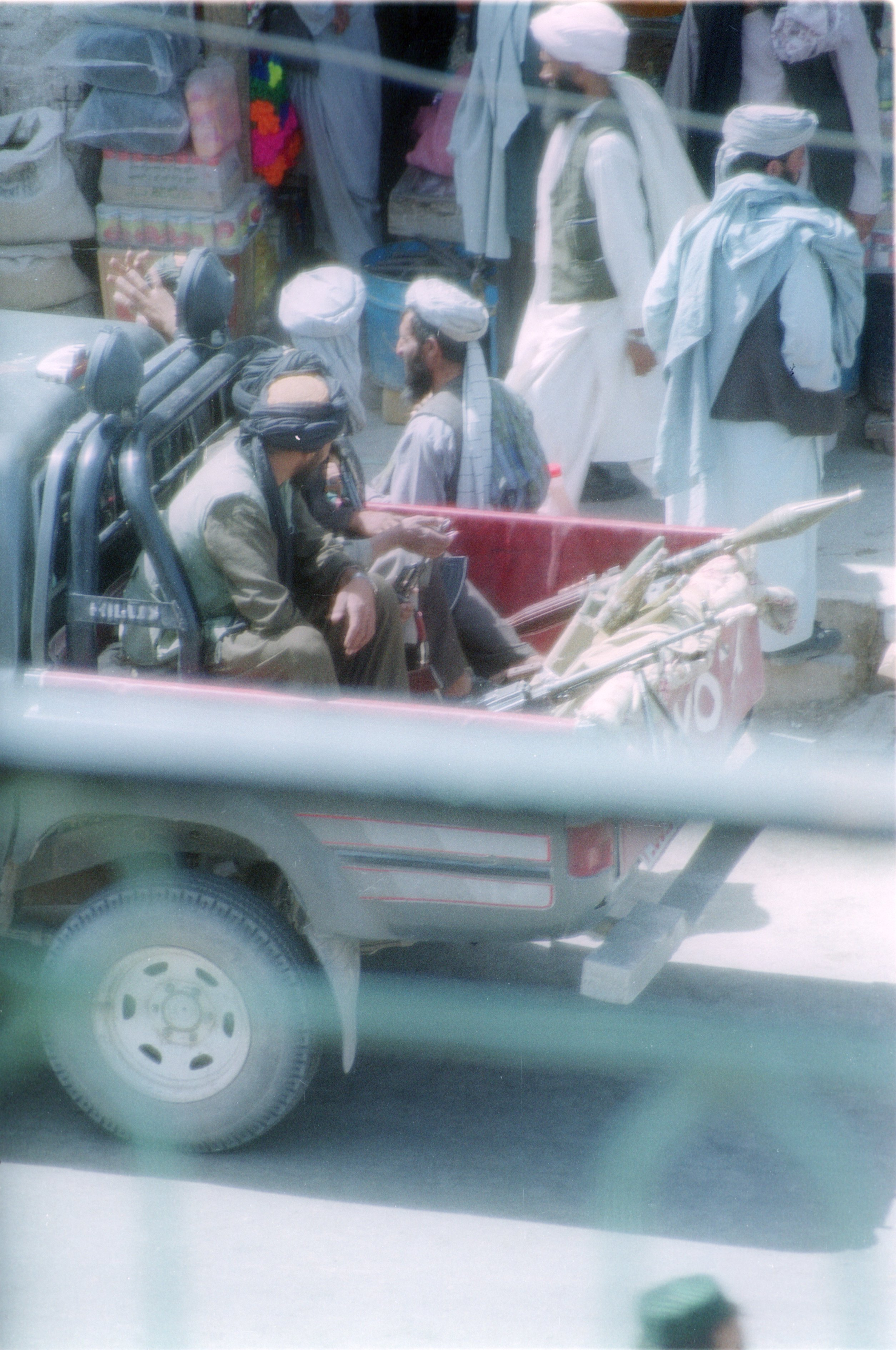
De taliban in Herat, juli 2001

De taliban (Pasjtoe: د افغانستان د طالبان اسلامی تحریکِ, Da Afghānistān da Talibān Islāmi Tahrik - Nederlands: "Islamitische Taliban-beweging van Afghanistan") is een islamitische beweging in Afghanistan en Pakistan die ontstond in 1994. Daar voerden zij een guerrillaoorlog. In beide landen beheersen de taliban grote bevolkingsgebieden. In Afghanistan hadden de taliban gedurende 1996-2001 het grootste deel van het land in handen, dat ze gewapenderhand hadden veroverd. Ze hebben er toen een emiraat uitgeroepen. Deze taliban hadden uitvalsbases in het grensgebied met Pakistan, waar ook de opleidingscentra liggen in de vorm van strenge Koranscholen (madrassa's). Na de aanslagen op 11 september 2001 brak een oorlog in Afghanistan uit en werd een westers georiënteerde regering geïnstalleerd. De taliban bleef echter proberen het nieuwe bewind omver te werpen en na de terugtrekking van de westerse troepen nam de taliban in augustus 2021 de macht weer over. De leiding van de taliban vormde tot 2021 de zogeheten Quetta Shura, gevestigd in de Pakistaanse stad Quetta.
Het woord taliban (طالبان) is in het Pasjtoe het meervoud van talib, dat student (van de Koran en overige islamitische geschriften) betekent.
In 1994 manifesteerde zich in Afghanistan de taliban-beweging als een nieuwe militaire en politieke macht, tijdens de jarenlange burgeroorlog na de terugtrekking van het leger van de Sovjet-Unie. In september 1996 viel de hoofdstad Kaboel in handen van de taliban.
Deze nieuwe machthebbers drongen de bevolking een rechtlijnige versie van de islamitische sharia-wetgeving op. Ook verleenden zij gastvrijheid en trainingsmogelijkheden aan het terroristische Al Qaida-netwerk rond Osama bin Laden, die had meegevochten tegen de Sovjet-Unie.
De eerste berichten in de westerse media waarin melding wordt gemaakt over de snelle opkomst van de taliban-beweging in de chaotische situatie met de elkaar bestrijdende groeperingen en krijgsheren na de val van de regering van Mohammed Nadjiboellah dateren uit februari 1995. Destijds werd nog gesproken over een "mysterieus legertje van studenten".
Sinds mei 2016 staat Mollah Haibatullah aan het hoofd van de organisatie. Hij volgde Mollah Mansoer op, die om het leven kwam in Pakistan bij een aanval met een Amerikaanse drone. De oorspronkelijke leider, Mollah Omar, is vermoedelijk in 2013 gestorven. Abdul Ghani Baradar is 'het gezicht van de diplomatieke onderhandelingen namens de taliban' en Mullah Mohammad Yaqoeb (een zoon van Mollah Omar) wordt genoemd als 'het huidige hoofd van de militaire operaties'.

## Oorsprong
De taliban hebben hun wortels in de madrassa's van Pakistan. Sinds de invasie door de Sovjet-Unie in 1979 was Afghanistan een complex strijdtoneel van diverse partijen. Het verzet tegen de Sovjets werd aanvankelijk met geld en wapens door de Verenigde Staten gesteund. Na verloop van tijd waren er diverse krijgsheren, de moedjahedien, die niet alleen de Russen, maar ook elkaar bestreden. De teelt van papaver voor de productie van heroïne was voor hen een belangrijke inkomstenbron. Op 15 februari 1989 trokken de laatste Sovjet-troepen zich terug uit Afghanistan.
Tijdens deze Afghaanse Oorlog waren veel Afghanen naar Pakistan gevlucht. De zonen van de vluchtelingen werden massaal naar de Pakistaanse madrassa's gestuurd, waar ze behalve onderwijs in de Koran ook gratis voedsel en onderdak kregen. De madrassa's worden voornamelijk door Arabische landen gefinancierd. Er wordt merendeels een uiterst orthodoxe soennitische militante versie van de islam onderwezen. In navolging van het onderwijs in Saoedi-Arabië zelf werd er behalve aan de militante religieuze leer weinig aandacht aan andere zaken geschonken. De jongens leerden er geen vak en konden dus weinig anders dan terugkeren naar de gewapende strijd in Afghanistan. Een belangrijke madrassa voor de taliban is Darul uloom Haqqania, onder leiding van Maulana Sami ul-Haq, ook wel de vader van de taliban genoemd, waar de belangrijkste leiders van de taliban, zoals Mohammed Omar, zijn opgeleid. Tijdens de burgeroorlog die ontstond na het vertrek van de Sovjet-Unie uit Afghanistan werden de taliban gevormd uit de Afghaanse vluchtelingen, waarbinnen de studenten van madrassa’s de belangrijkste fractie vormden en de leiding namen.

## Ideologie
De ideologische basis van de taliban was een combinatie van Pashtunwali, Deobandi fundamentalisme en religieus pro-Pashtun nationalisme met een sterke invloed van het salafisme zoals in de madrassa's werd onderwezen. Ze formuleerden hun basisdoelen als: de vrede herstellen, de bevolking ontwapenen, de sharia doorvoeren en de islam in Afghanistan verdedigen. Hun definitie van de sharia werd beïnvloed door de extremistische lessen in Pakistan, die hoofdzakelijk door de leer van Abul Ala Maududi en zijn Jamaat-e-Islami-partij werden bepaald. De Pashtunwali, de Pathaanse gedragscode, werd opportunistisch al dan niet toegepast. Deze nieuwe extreme vorm van de sharia en de bijkomende brute handhaving waren de Afghaanse cultuur en tradities volstrekt vreemd.
Aanvankelijk waren de doelen van de beweging vrij bescheiden, namelijk het terugbrengen van orde en het mettertijd overdragen van de regering aan 'goede moslims'. Naarmate de beweging meer macht kreeg vond er echter radicalisering plaats: men streefde naar een streng-islamitische staat onder Pashtun leiding zoals in de dagen van Abdoer Rahman Khan, de 'ijzeren emir'. Hoewel Mullah Omar aanvankelijk de Boeddha's van Bamyan wilde sparen veranderde hij later van mening en liet hij ze toch vernietigen. Omdat de strijders geen vak kenden en zelfs elementaire landbouwvaardigheden ontbeerden, was de beweging extreem strijdlustig: oorlog betekende werk, vrede betekende werkloosheid.
Sjiieten werden niet als moslims gezien, en er werd takfir tegen hen toegepast. De sjiitische Hazara's werden een vervolgde minderheid jegens wie de taliban openlijk dreigde hen de keus te zullen bieden tussen de dood, bekering en emigratie. Maar zelfs in het laatste geval dreigden de taliban hen te zullen achtervolgen waar ze ook heen zouden vluchten. De relatie met het eveneens sjiitische Iran was dan ook zeer slecht. Buiten Afghanistan werd het regime van de taliban vooral berucht wegens de patriarchale achterstelling en onderdrukking van vrouwen en meisjes.

### Opkomst 1992-1996
In 1994 lieten de taliban voor het eerst van zich horen door een roofoverval op een konvooi af te slaan. De rovers werden geëxecuteerd, verminkt en als voorbeeld tentoongesteld. Kort daarna werd Kandahar ingenomen, dat tot 2001 als hoofdstad van het taliban-regime zou fungeren. In de jaren 1992-1996 rukten de taliban-strijders steeds verder noordwaarts op. Hoewel ze de hoofdstad Kabul aanvankelijk niet konden innemen, bezetten ze wel de tweede stad Herat en werden ze door de Afghanen, vooral door de Pathanen, als bevrijders binnengehaald. Mullah Mohammed Omar werd in deze jaren meer en meer de leider van de taliban.

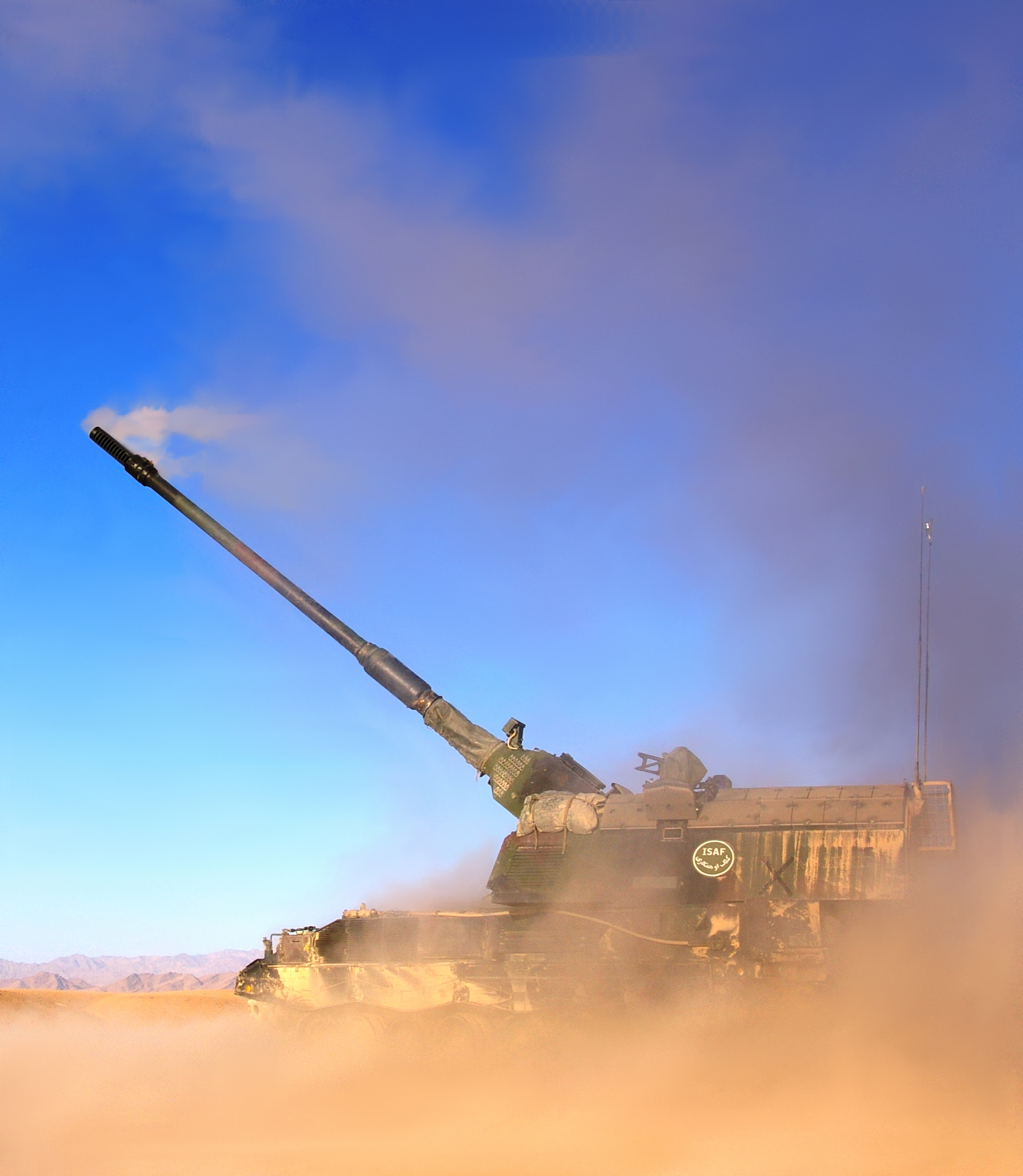
Het Nederlandse leger schiet op de taliban in Chora, 16 juni 2007

### Verovering van Kabul 1995-1996
In oktober 1995 begon de belegering van Kabul. In het zuiden en westen hadden de taliban een halve ring rond de stad gelegd, waar niets of niemand door mocht. In het noorden hadden de troepen van generaal Dostum de Salang-pas afgesloten. Oostelijk bevond zich de Hezb-i-Islami, de strijdgroep van de vanuit Pesjawar in Pakistan opererende oud-premier en moedjahedinleider Gulbuddin Hekmatyar. Het beleg van de stad zou voortduren tot september 1996. De stad werd langdurig van alle kanten beschoten.
Tijdens de belegering trachtte de Afghaanse regering van president Burhanuddin Rabbani nog te onderhandelen met de Hezb-i-Islami. Een delegatie van de Hezb-i-Islami zou in februari 1996 onder leiding van militair commandant Kashmir Khan verschillende opties voor machtsdeling hebben besproken. Hekmatyar had echter gezworen dat hij de regering van Rabbani omver zou werpen.
Het Rode Kruis opende in februari 1996 een luchtbrug naar de stad voor voedsel- en andere hulp aan de hongerende bevolking, destijds 1,2 miljoen mensen. Elektriciteit en betrouwbaar water ontbraken er al meer dan twee jaar en het vroor er streng. In januari 1996 was er vrijwel geen proviand meer doorgekomen.
Toen de taliban begin 1996 grote delen van Afghanistan in handen hadden gekregen, werden zij openlijk gesteund door de toenmalige regering van het buurland Pakistan. Dat maakte vergaande plannen bekend voor economische hulp aan en investeringen in de uitgestrekte gebieden in Afghanistan die inmiddels onder controle stonden van wat in de westerse media veelal nog een islamitische studentenbeweging werd genoemd. Ze wilde de zwaar geschonden strategische zuidwestelijke weg via de steden Kandahar en Herat naar Centraal-Azië helpen repareren en de mogelijkheden laten onderzoeken voor de aanleg van een spoorverbinding van de Pakistaanse havenstad Karachi via zuidwestelijk Afghanistan naar de voormalige Sovjetrepublieken in Centraal-Azië. Verder waren de Pakistanen van plan in Kandahar en Herat kantoren te openen van de Pakistaanse nationale bank en telefoonverbindingen tot stand te brengen tussen de Pakistaanse miljoenenstad Lahore en de Afghaanse steden Kandahar, Herat, Ghazni en Mazar-i-Sharif. De eerste drie plaatsen waren reeds in handen van de taliban, de laatste was het hoofdkwartier van de Afghaans-Oezbeekse krijgsheer Rasheed Dostum, destijds nog een bondgenoot van de taliban.
De betrekkingen tussen Rabbani en Islamabad waren in 1995-1996 zeer gespannen geweest, en de Afghaanse regering in Kabul van president Burhanuddin Rabbani had Pakistan er reeds herhaaldelijk van beschuldigd de taliban ook militair te steunen.
Op 26 september 1996 werd Kabul alsnog ingenomen. De voormalige, destijds door de Sovjets geïnstalleerde president Mohammed Nadjiboellah die door de regering-Rabbani ongemoeid was gelaten, werd samen met zijn broer Shahpoer Ahmadzai door de taliban uit het VN-gebouw gesleurd, gemarteld en als 'collaborateur' opgehangen. De oppositie, die zich verenigde in de Noordelijke Alliantie, trok zich terug in de Panjshirvallei. De taliban rukten nog verder op en veroverden Mazar-i-Sharif en Kunduz in het noorden. Een patstelling ontstond, waarbij de taliban de facto heerser over het land waren, maar de Noordelijke Alliantie in het noordoosten standhield. Ook in de centrale berglanden, waar de Hazara's een guerrilla tegen de taliban voerden, was de controle zwak.

## Emiraat 1996-2001
Mullah Mohammed Omar en de zijnen vormden Afghanistan om tot een streng islamitisch land. Slechts een klein gebied in het noorden van het land kon niet worden onderworpen. De taliban stichtten het Islamitisch Emiraat Afghanistan, soms ook wel de Islamitische Staat Afghanistan genoemd. Vrouwen werd het verplicht hun hele lichaam met kleding te bedekken, met een boerka en het werd hun verboden onderwijs te volgen. Foto's en video en verder iedere afbeelding van levende wezens werden verboden en vliegeren mocht ook niet meer. Mannen moesten hun baard laten staan. Ook televisies werden verboden; er werden stukgeslagen toestellen publiekelijk aan galgen gehangen. In maart 2001 bliezen de taliban de Boeddhabeelden van Bamyan op en bereidden een wet voor die niet-moslims verplichtte een merkteken te dragen. Lijfstraffen zoals amputaties en zweepslagen werden ingevoerd en de bevolking van Kabul werd verplicht executies in het voetbalstadion bij te wonen. De controle over het platteland was overigens zwakker dan in steden als Kabul, Kandahar en Herat; zolang een dorp maar formeel trouw aan de beweging bleef werd het grotendeels met rust gelaten. De extreme praktijken en lijfstraffen vonden dan ook voornamelijk plaats in de steden.
Daarnaast verboden de taliban officieel de teelt van papaver. Dit verbod was zuiver bedoeld voor de bühne, met het doel om erkend te worden door de grote naties en de VN. In werkelijkheid werd er meer opium geproduceerd dan ooit en hieven de taliban een belasting van US $56,- per standaardverpakking morfine van 6 kg, hetgeen ze enkele honderdduizenden dollars per dag opleverde. De rechtvaardiging die werd aangevoerd was dat de opium uiteindelijk voornamelijk door niet-moslims zou worden gebruikt.
Weliswaar was Kabul officieel de hoofdstad, maar de taliban regeerden vanuit Kandahar, meer naar het zuiden, waar Mohammed Omar meestal ook verbleef. Daar gaf hij leiding aan de sjoera, een vergadering van geestelijken die de taliban-decreten uitvaardigde. Ook Wakil Ahmed Muttawakil, de minister van Buitenlandse Zaken, was daar vaak te vinden. Hier waren de regels nog strenger, en waren hindoes al verplicht gele kleding te dragen. Omar wilde Kandahar volbouwen met moskeeën en liet daarvoor de weinige hijskranen, ingenieurs en bouwmaterialen die het land nog bezat naar Kandahar halen. Deze projecten werden door de val van de taliban niet voltooid.

## Internationale relaties
De taliban streefden naar internationale erkenning van hun regering. Het emiraat werd echter alleen door Pakistan, Saoedi-Arabië en de Verenigde Arabische Emiraten als wettige regering erkend. Deze landen verleenden hulp aan de taliban en Pakistan had concrete plannen om het gebied economisch te ontwikkelen, onder andere middels de aanleg van telefoon-, weg- en pijplijnverbindingen naar Afghanistan en vandaar naar de Centraal-Aziatische ex-Sovjet-republieken. Verder bestonden er banden met Al Qaida en ideologisch verwante groepen in Pakistan. Deze landen trachtten andere landen over te halen de taliban eveneens te erkennen.
De VN en andere staten weigerden het emiraat te erkennen en de Islamitische Republiek Afghanistan van Rabbani behield de VN-zetel. De Verenigde Staten steunden aanvankelijk de taliban via hun bondgenoot Pakistan, maar zagen de beweging door de verstrengeling met Al Qaida meer en meer als vijandig, en gingen na de aanslagen op 11 september 2001 over tot openlijke vijandigheid. Iran stond eveneens vijandig tegenover de taliban. Met name na een incident in augustus 1998 waarbij 10 Iraanse diplomaten te Herat werden gedood door taliban-strijders dreigde openlijke oorlog en mobiliseerde Iran 200,000 soldaten in Khorasan. Hoge Amerikaanse militairen menen echter dat elementen binnen Iran (de IRGC) de taliban heimelijk steunen. India, vijandig jegens Pakistan, stond tevens vijandig tegenover het emiraat, mede naar aanleiding van de behandeling van hindoes in Afghanistan.
Volgens de Nederlandse journaliste Bette Dam zou de taliban echter helemaal geen nauwe banden hebben gehad met Al Qaida, omdat de beweging geen ambities had buiten Afghanistan.

## Strijd tegen de Islamitische Republiek Afghanistan

### 2001-2009
De Noordelijke Alliantie verzette zich gewapenderhand tegen de taliban. Op 9 september 2001 werd hun charismatische leider Achmed Sjah Massoed gedood bij een zelfmoordaanslag door twee Al Qaidastrijders die zich als journalisten hadden vermomd. Afghanistan, de taliban en Al Qaida raakten hierdoor verder met elkaar verweven.
Na de terroristische aanslagen op 11 september 2001 op onder andere het World Trade Center verzocht Amerika de Afghaanse regering om uitlevering van Osama bin Laden. De Afghaanse regering was daartoe bereid mits de rechtszaak tegen Bin Laden openbaar zou zijn en in een neutraal land zou worden gehouden. De VS weigerden dat echter, verklaarden nu de taliban de oorlog en in oktober vielen de Verenigde Staten en het Verenigd Koninkrijk Afghanistan binnen. Zij voerden daarbij veel luchtaanvallen uit. De Afghaanse Oorlog was hiermee een feit. Kort daarna werd een legermacht van de International Security Assistance Force ISAF in Afghanistan geïnstalleerd. Een voor een trokken de bondgenoten van Afghanistan zich terug en liepen over.
De taliban verloren Kabul op 12 november 2001. Hierop trokken zij zich terug in de bergen en werden een guerrillagroepering die nog steeds actief is en grote delen van het land beheerst.
De tijdens Operation Enduring Freedom opgerichte Islamitische Republiek Afghanistan werd de staatsvorm van Afghanistan tussen 2004 en 2021, met opnieuw Kaboel als hoofdstad. Deze republiek werd opgericht in 2004 nadat de Amerikaanse invasie van Afghanistan in 2001 het grootste deel van het land veroverde op het door de taliban geleide islamitische emiraat Afghanistan. Het verloor in augustus 2021 de controle over het grootste deel van het land aan het islamitische emiraat, met als hoogtepunt de val van Kabul op 15 augustus 2021. Ondanks het verlies van het grootste deel van zijn grondgebied, wordt deze republiek nog steeds internationaal erkend en claimt deze de enige legitieme staat Afghanistan te zijn.
Zelfs voordat ze Kaboel in 2001 verloren, hadden de taliban-troepen de controle over verschillende delen van het land en de burgeroorlog ging door. Dit bestendigde de problematische staat van dienst van Afghanistan op het gebied van mensenrechten en in het bijzonder vrouwenrechten, met talrijke schendingen door beide partijen, zoals het doden van burgers, ontvoeringen en martelingen. Vanwege de grote afhankelijkheid van de regering van Amerikaanse militaire en economische hulp, classificeerden sommigen de natie als een Amerikaanse vazalstaat. Geleidelijk verloor deze de controle over het platteland, na het beëindigen van Operatie Enduring Freedom.
De taliban voerden reeds op 16 september 2004 een aanslag uit op Hamid Karzai in de stad Gardez. In de aanloop van de verkiezingen van 18 september 2005 werden diverse politici gedood. Ook latere presidents- en parlementsverkiezingen in het land werden verstoord door aanslagen en het "bestraffen" van personen die daarbij hun stem hadden uitgebracht, terwijl ook journalisten en vrouwelijke activisten het doelwit werden. Zo werd in 2007 onder meer de journaliste en activiste Zakia Zaki vermoord, die in de periode van het bewind van de taliban de "stem" was geweest van anti-taliban-radio-uitzendingen vanuit het betrekkelijk vrije noordwesten van het land dat de beweging niet had kunnen onderwerpen. De onbekende daders kwamen vermoedelijk uit de hoek van de taliban, die deze moord echter niet opeisten, dan wel een andere fundamentalistische groepering.
Tijdens de operatie Enduring Freedom werden veel buitenlandse strijders gevangengenomen die zich bij de taliban en Al Qaida hadden aangesloten. Enkele honderden werden via de Amerikaanse legerbasis in Baghram overgebracht naar de gevangenis van Guantanamo Bay op Cuba. Er werd veel kritiek geleverd op de regering-Bush omdat zij deze gevangenen, 'enemy combatants' genoemd, buiten elke rechtsorde zou plaatsen en daarmee voorbijging aan internationale verdragen zoals de Geneefse Conventies.
Op 12 mei 2007 werd Dadullah bij gevechten met NAVO-eenheden en militairen van het Afghaanse leger in de zuidelijke provincie Helmand gedood, destijds de belangrijkste militaire leider van de taliban.
Op 11 februari 2008 namen Pakistaanse veiligheidstroepen Dadullahs broer Mullah Mansoor Dadullah gevangen. Dat was enkele dagen nadat de Pakistaanse regering in Islamabad de Amerikaanse waarschuwingen voor de aanwezigheid van taliban-leiders op Pakistaans grondgebied nog had tegengesproken.
Mullah Mansoor Dadullah en vier andere taliban, van wie er drie zijn lijfwachten zouden zijn, werden opgepakt bij een actie in het zuidwesten van de Pakistaanse provincie Beloetsjistan, in het dorp Gowal Ismail Zai, bij de Afghaanse grens. Op 16 februari 2010 werd de toenmalige nummer twee van de taliban, Mullah Beradar, opgepakt in de Pakistaanse stad Karachi.
Vanaf 2006 werd een sterke "talibanisering" in Pakistan gesignaleerd.

### Ontwikkelingen en verkiezingen in 2009
De regering in Kabul voerde omstreeks 2009 een politiek waarbij ook de verzoening een rol speelde. Meer concreet betekende dit dat zij de taliban verwelkomde als gesprekspartners, die de Afghaanse grondwet erkennen en zich distantiëren van geweld en van Al Qaida. In maart 2009 liet zowel de Afghaanse ambassadeur bij de Europese Unie te Brussel, dr. Zia Nezam, als de Afghaanse president Karzai, in een toespraak bij de Internationale Afghanistan-conferentie te Den Haag, zich op dergelijke wijze uit. Over de rest verklaarde Nezam dat die moest worden geëlimineerd.
Op 22 augustus 2009 werden in Afghanistan provinciale en presidentsverkiezingen gehouden. Bij de verkiezingen voerden de taliban een geweldscampagne om kiezers ervan te weerhouden hun stem uit te brengen.
In strategische discussies omtrent de confrontatie van de Afghaanse regering met de taliban werd steeds vaker het standpunt ingenomen, dat door eerstgenoemden ernaar moet worden gestreefd de leiders van de taliban met hun gevolg naar de regeringszijde te doen overlopen, in plaats van de strijd voort te zetten. In september 2009 bleek uit een uitgelekt rapport van de Internationale Raad voor Veiligheid en Ontwikkeling dat zij steeds meer terrein heroverden. Ze waren zeer actief in 80 procent van het land, waar dat een jaar geleden nog 72 procent was. In een veiligheidsrapportage die een maand eerder was gepubliceerd door de Afghaanse overheid heette het nog dat "de helft van het land" kampte met een hoog risico op terreuraanslagen, of onder controle stond van de taliban. De opmars had vooral plaats in het noorden, met name in de provincies Balkh en Kunduz.

### 2009-2020
De taliban beginnen elk jaar in april of mei een nieuw offensief.
Op 12 mei 2014 werd onder meer een overheidsgebouw in Jalalabad door taliban-strijders aangevallen. Ook vuurden de taliban raketten af op het internationale vliegveld van Kaboel.
Op 16 december 2014 gaan 7 taliban-strijders een school in Pesjawar in en proberen daar zo veel mogelijk mensen te vermoorden. Er vallen 141 slachtoffers, van wie 132 kinderen.
In 2015 scheidde een van de leiders van de taliban, Muhammad Rasul, zich af en stichtte een eigen splintergroepering. Deze beweging lijkt meer op Iran gericht, hoewel de ideologische basis dezelfde is gebleven. Ook kregen de taliban concurrentie van de Islamitische Staat (IS), die begin 2015 een macht in Afghanistan op begon te bouwen. De IS is voornamelijk in Zuidoost-Afghanistan actief en is desondanks geen serieuze bedreiging voor de taliban gebleken.
In het voorjaar van 2015 begonnen de taliban een nieuw offensief om Uruzgan weer onder controle te krijgen. Rond verschillende belangrijke steden werd zwaar gevochten. Volgens berichten van de Vredesraad kregen taliban-strijders de stad Deh Rawood voor de helft in handen.
In het voorjaar van 2016 begonnen de taliban een nieuw offensief in Kunduz, dat ze een jaar eerder gedurende korte tijd helemaal in handen hadden gekregen. Bij de gevechten zouden veertig strijders van de taliban zijn gedood.
In augustus 2016 boekten de taliban opnieuw forse terreinwinst in het noorden van Afghanistan, met name in de provincie Baghlan en in Khanabad. Begin september slaagden de taliban erin steeds verder op te rukken naar Tarin Kowt, de hoofdstad van Uruzgan. Woordvoerder Mohammad Nayab meldde dat alle controleposten rond de stad waren vernietigd. De meeste overheidsfunctionarissen waren op de vlucht geslagen. Later die dag slaagde het Afghaanse leger er met hulp van Amerikaanse F-16's in om de taliban weer uit de hoofdstad te verdrijven. De strijd werd onder meer bemoeilijkt doordat de Afghaanse veiligheidstroepen tegelijk moesten strijden tegen andere terreurbewegingen, met name de IS (in de oostelijke provincie Nangarhar).
Eind september 2016 slaagden de taliban erin de stad Kunduz tijdelijk in te nemen. Enkele dagen later meldde de gouverneur van de provincie dat de taliban na hevige gevechten met de regeringstroepen weer waren verdreven. De taliban begonnen echter kort hierna een nieuw offensief met zowel Kunduz als de zuidelijke provincie Helmand als doelwit.

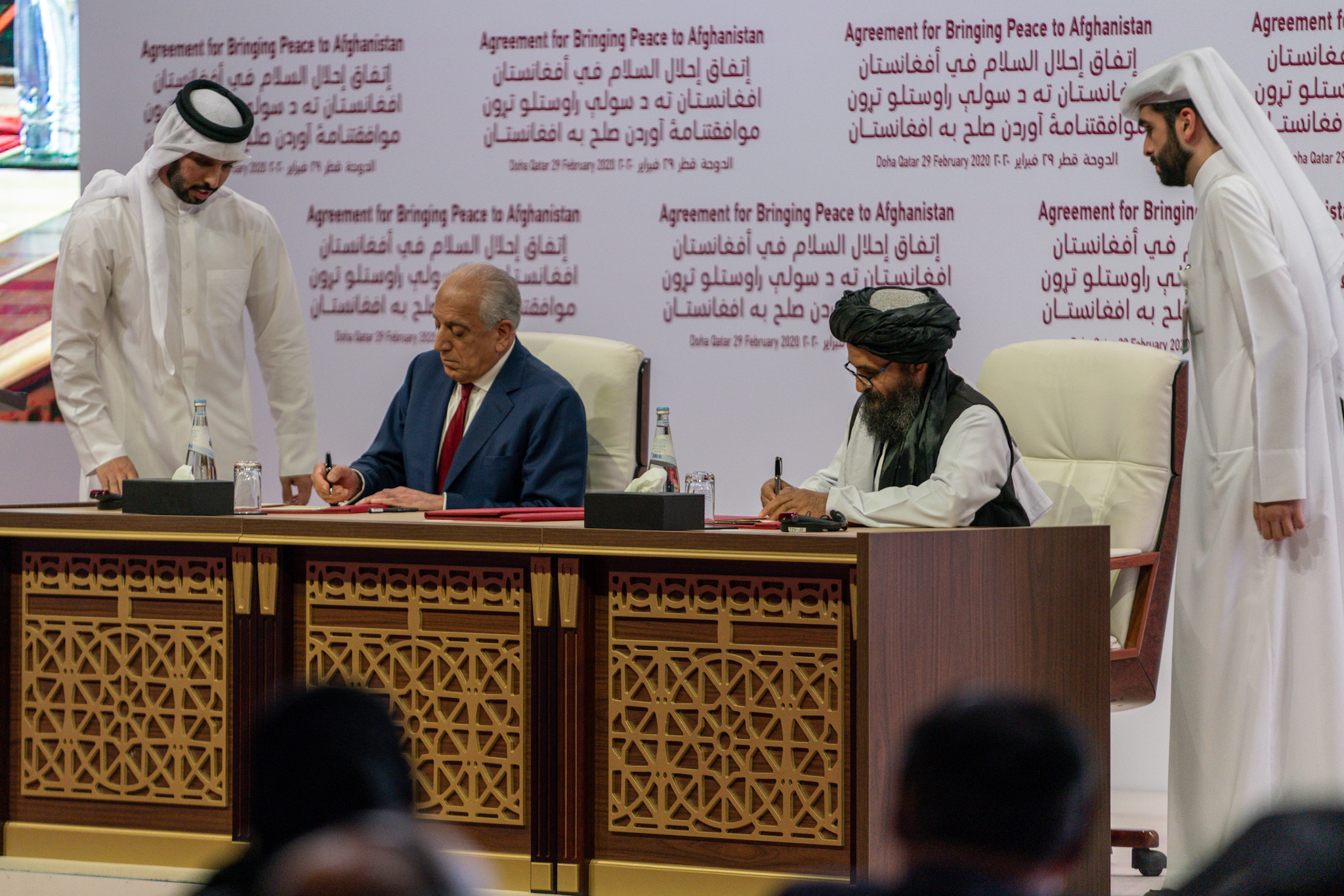
Taliban en secretaris Pompeo nemen deel aan een ondertekeningsceremonie in Doha op 29 februari 2020

Begin 2019 werden in Doha nieuwe onderhandelingen aangeknoopt met de Verenigde Staten, waarbij de Afghaanse regering echter werd buitengesloten. Volgens een mededeling op 10 mei waren die “met succes afgesloten”. Toch blijft de centrale kwestie het verzoenen van de taliban-eis voor een tijdschema van de terugtrekking van Amerikaanse troepen met de Amerikaanse eis van veiligheidsgaranties en de opening van een dialoog met de regering. Tegelijk werden ook discrete gesprekken gevoerd in Moskou. Intussen blijft het woelig in Afghanistan, met bloedige aanslagen onder meer op scholen en in de hoofdstad Kabul.

### 2021
Nadat de internationale troepenmacht zich terugtrok uit het land heroverden de taliban in 2021 met een bliksemoffensief vanuit de provincies ook de meeste grote steden in Afghanistan: in een snelle opeenvolging vielen Ghazni, Kunduz, Kandahar, Herat en Jalalabad. Dit bliksemoffensief culmineerde op 15 augustus 2021 in de verrassend snelle verovering van Kaboel, waarbij toenmalig president Ghani het land ontvluchtte.
Op 25 augustus 2021 heeft de Amerikaanse president Joe Biden aangegeven om de deadline van de taliban aan te houden. Dit gebeurde tijdens de televisietoespraak. De Amerikanen vertrokken per 31 augustus 2021 uit Afghanistan. Ook werd er aangegeven om per vrijdag te stoppen om mensen op te halen bij de vlieghaven van Kabul. Nederland gaf op 26 augustus aan om te stoppen met het evacueren van mensen, onder andere ambassadepersoneel en militairen.
De taliban veroverden op 6 september 2021 de provincie Panjshir, dit was het laatste gebied dat nog niet in hun handen was. Nooit eerder was de Pansjir-vallei veroverd door anderen, de Sovjet-Unie kon in de jaren tachtig het gebied ook niet innemen. Tussen 1996 en 2001 konden ook de taliban de Panjshir-vallei niet innemen.
Op 7 september 2021 presenteerden de taliban een nieuwe tijdelijke regering. De nieuwe premier van Afghanistan werd Mohammad Hasan Akhund. De medeoprichter van de taliban, Abdul Ghani Baradar, werd zijn plaatsvervanger. Daarnaast werden de eerste ministers aangewezen, dit gebeurde in een persconferentie in Kaboel. Mohammed Yaqoob, de zoon van Mullah Mohammed Omar (oprichter van taliban), werd minister van Defensie. Sarajuddin Haqqani, de zoon van Jalaluddin Haqqan (oprichter van Haqqani-netwerk), kreeg de functie van minister van Binnenlandse Zaken.

### Rol van Pakistan
Volgens critici betrof de jarenlange strijd van de taliban een proxy war die gevoerd werd door het buurland Pakistan, dat ook achter het bliksemoffensief van de taliban in 2021 zou zitten. Dit land verleende de taliban, Al Qaida en andere terroristische groeperingen gedurende enkele tientallen jaren militaire steun. Deze werd meestal geleverd door Directoraat 'S' van de Inter-Services Intelligence (ISI), die de taliban in 1993/'94 zou hebben opgericht. Het opnieuw aan de macht brengen van de taliban zou de jarenlange ambitie zijn geweest van de Pakistaanse generaal Mirza Aslam Beg en zijn opvolgers. Deze was van 1988 tot 1991 de militaire stafchef van Pakistan (COAS) – de hoogste legerleider als opvolger van generaal Mohammed Zia-ul-Haq, de president die omkwam bij een onopgelost vliegtuigongeluk.
Elke volgende Pakistaanse COAS sinds 2001 zou het opnieuw aan de macht brengen van de taliban in Afghanistan hebben nagestreefd.